# The Chains of an Oath

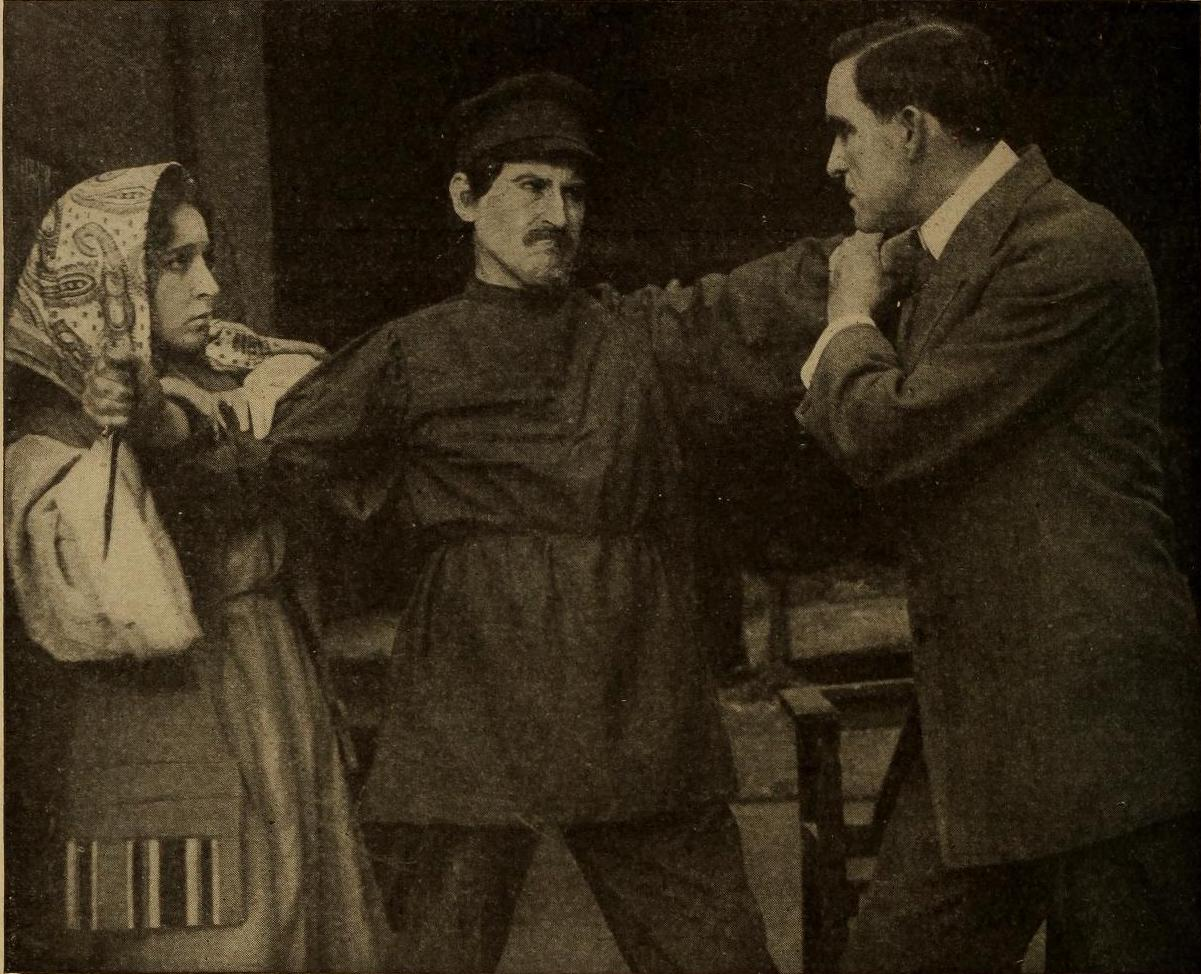
Edith Storey, William Humphrey i Earle Williams en un fotograma de l'escena final la pel·lícula, aparegut a la revista Motion Picture Story Magazine el desembre de 1911, pàgina 96.

The Chains of an Oath és una pel·lícula muda de la Vitagraph dirigida per William J. Humphrey i protagonitzada per Earle Williams i Edith Storey, entre d'altres. La pel·lícula, realitzada l'any 1911, es va estrenar el 14 de febrer de 1913.

## Argument
Donia és una camperola russa que un dia rep la visita d'un amic que ha tornat dels Estats Units i que li parla de la vida allà. Queda tan meravellada que demana al seu pare que la deixi acompanyar l'amic a Amèrica de tornada. Aconsegueix convèncer el pare i marxa malgrat deixar Gregory, el promès, en fer ella el jurament de tornar per casar-se amb ell. En arribar-hi troba feina en una família, els Ramienoff amb la que estableix un fort vincle per la seva amabilitat. A l'escola nocturna on aprèn anglès coneix Ivan, un compatriota americanitzat que s'enamora d'ella. Quan ella pensa en acceptar la seva petició de matrimoni arriba una carta del pare recordant-li el seu jurament i demanant-li que retorni a Rússia per casar-se amb Gregory. Ella accepta el seu destí malgrat els esforços d'Ivan per impedir-ho. Ivan la segueix a Rússia i allí li demana que es casi amb ell quan. En aquell moment els veu Gregory. Tot i que ella referma el seu jurament, en tornar Ivan al seu allotjament és seguit per Gregory que es disposa a assassinar-lo amb un punyal. Ivan, però, desesperat, en arribar a la seva cambra es disposa a prendre un verí quan Gregory entra i li arranca l'ampolleta i en aquell moment també arriba Donia, que sospita que quelcom dolent està passant. Gregory els diu que sap que Donia no l'estima sinó que estima Ivan i allibera la noia del seu jurament.

## Repartiment
- Earle Williams (Ivan Ilarionovitch)
- Edith Storey (Donia)
- William J. Humphrey (Gregory Petrovitch)
- Kate Price
- William Shea (el pare)
- Alec B. Francis (Ramienoff)
- Evelyn Dominas (senyora Ramienoff)
- Adele DeGarde (Vera Ramienoff)